# Tamarindo, San Luis Potosí
Tamarindo är en ort i Mexiko.   Den ligger i kommunen Tancanhuitz och delstaten San Luis Potosí, i den centrala delen av landet, 250 km norr om huvudstaden Mexico City. Tamarindo ligger 94 meter över havet och antalet invånare är 254.
Terrängen runt Tamarindo är kuperad åt sydost, men åt nordväst är den platt. Runt Tamarindo är det ganska tätbefolkat, med 111 invånare per kvadratkilometer. Närmaste större samhälle är Ejido San José Xilatzén, 2,1 km nordost om Tamarindo. I omgivningarna runt Tamarindo växer huvudsakligen savannskog.